# Equação de Hammett
A equação de Hammett, desenvolvida por Louis Plack Hammett e publicada no livro "Physical Organic Chemistry: reactions, equilibria and mechamisms" em 1940, relaciona linearmente os logaritmos da constante de ionização do ácido benzóico meta ou para-substituído e o logaritmo da constante de ionização do ácido benzóico. A mudança na energia de ativação, ΔGǂ, causada por essa substituição é diretamente proporcional às mudanças na Energia Livre de Gibbs, ΔG. A essa relação de proporcionalidade direta na mudança energia livre dá-se o nome Correlações lineares de energia livre.
Os produtos substituídos em orto apresentaram comportamento peculiar e não foram estudados inicialmente por Hammett.

## A Equação
A equação de Hammett é representada por:

{\displaystyle \log {\frac {K}{K_{0}}}=\sigma \rho }  ou  {\displaystyle \log {\frac {k}{k_{0}}}=\sigma \rho }, onde:
{\displaystyle K} e {\displaystyle K_{0}} são as constantes de ionização do ácido benzóico p- ou m-substituído e não-substituído, respectivamente.
{\displaystyle k} e {\displaystyle k_{0}} são as taxas de ionização do ácido benzóico p- ou m-substituído e não-substituído, respectivamente.
σ (sigma) é a constante de grupo, dependente do substituinte.
ρ (Rho) é constante da reação, dependente da reação, do meio e da temperatura.
Essa equação é um rearranjo da equação abaixo:
{\displaystyle -RT\ Ln\ K\ +RT\ Ln\ K_{0}\ =\Delta F=\left({\frac {A}{d^{2}}}\right)\left({\frac {B_{1}}{D}}+B_{2}\right)}. Sendo,
{\displaystyle \Delta F} é a mudança na energia livre.
{\displaystyle d} é a distância do substituinte ao grupo reativo.
{\displaystyle D} é a constante dielétrica do meio na qual a reação ocorre.
{\displaystyle A,B_{1}eB_{2}} são constantes independentes da temperatura e do solvente.

Como se nota, 

{\displaystyle \sigma ={\frac {-A}{2{,}303R}}} e {\displaystyle \rho =\left({\frac {1}{d^{2}T}}\right)\left({\frac {B_{1}}{D}}+B_{2}\right)}

Uma aplicação prática e imediata da Equação de Hammett é a predição de valores de constante de velocidade e equilíbrio de reações, além de ocupar lugar de destaque entre os vários métodos propostos para a predição de valores de pKa de substâncias orgânicas. Porém, a aplicação mais importante consiste na interpretação e discussão dos coeficientes ρ(Rho) e σ(sigma), que fornecem auxílio na elucidação de mecanismos reacionais. Os desvios de linearidade podem inferir a ocorrência de processos competitivos, consecutivos ou outros fenômenos. 

## Efeitos do Substituinte
Devido os efeitos do Substituinte ser uma combinação de efeitos de ressonância e polar, substituintes individuais podem ser ao mesmo tempo componentes doadores e aceptores de elétrons. Por exemplo, o grupo metoxila é eletrodoador π e aceptor de elétrons σ. Como efeitos de ressonância são geralmente dominantes em sistemas aromáticos, o efeito global do grupo metoxila é a doação de elétrons (posições orto e para). Para outros grupos, como o NO2 e CN, a ressonância e o efeito polar são reforçados. O principal efeito polar é o eletrostático, denominado efeito de campo. Este efeito ocorre através do espaço, diferente do efeito indutivo, que predomina através das ligações.
A equação de Hammett é livre de complicações relacionadas a efeito estérico porque é aplicada somente a substituintes meta e para e a geometria do benzeno não permite interações estéricas entre o sítio de reação e os grupos nessas posições. 

## A constante Sigma
A constante σ (sigma) é definida como a constante de grupo, uma vez que mede a influência eletrônica de um dado grupo substituinte, independentemente da reação ou da molécula a que ele está ligado. Seu valor foi definido originalmente como a diferença de pKa entre um ácido benzóico substituído (pKa,X) em relação ao ácido benzóico (pKa,H), de modo que σ = pKa,H - pKa,X.  O valor absoluto de σ (sigma) reflete a grandeza dos efeitos indutivo e de ressonância exercidos pelo grupo substituinte no centro reacional na propriedade fisico-química medida. Por exemplo, se um substituinte aumenta a constante de dissociação de um ácido, aumentando a acidez e, conseqüentemente, diminuindo o pK_a, teremos um valor de σ positivo. No entanto, se um substituinte diminui a constante de ionização, diminuindo a acidez, teremos um valor de σ negativo. Assim é mostrado na tabela abaixo.
| Grupo R ou R' | pKa (meta) | σmeta | pKa (para) | σpara |
| ------------- | ---------- | ----- | ---------- | ----- |
| +N(CH)3       | 3,33       | 0,88  | 3,38       | 0,82  |
| NO2           | 3,49       | 0,71  | 3,42       | 0,78  |
| CN            | 3,59       | 0,61  | 3,50       | 0,70  |
| COCH3         | 3,83       | 0,37  | 3,71       | 0,49  |
| CO2Me         | 3,87       | 0,33  | 3,75       | 0,45  |
| I             | 3,85       | 0,35  | 3,97       | 0,23  |
| Br            | 3,80       | 0,40  | 3,97       | 0,23  |
| Cl            | 3,84       | 0,37  | 3,98       | 0,22  |
| F             | 3,86       | 0,34  | 4,14       | 0,06  |
| H             | 4,20       | 0,0   | 4,20       | 0,0   |
| CH3           | 4,27       | -0,06 | 4,38       | -0,17 |
| Et            | 4,28       | -0,07 | 4,36       | -0,15 |
| OMe           | 4,09       | 0,11  | 4,48       | -0,28 |
| OEt           | 4,10       | 0,10  | 4,44       | -0,24 |
| NH2           | 4,36       | -0,16 | 4,77       | -0,57 |
| N(Me)2        | 4,35       | -0,15 | 4,83       | -0,63 |

Costa, Ferreira, Vasconcellos & Esteves 2005

## A constante Rho
O coeficiente angular da equação de Hammett corresponde ao ρ (Rho), uma constante de proporcionalidade que mede a suscetibilidade da reação ou da propriedade medida ao efeito polar exercido por um substituinte, dependente da natureza da reação que a definiu. A análise absoluta do ρ fornece importantes informações para o esclarecimento do mecanismo de reação, o sítio alvo de reagentes e natureza do estado de transição.. 
Como o valor de Rho é relacionado à carga durante a etapa determinante para a reação, mecanismos podem ser elucidados com base nestas informações.
Por exemplo, se o mecanismo para a reação de um composto aromático ocorre através de duas formas, o composto pode ser modificado com substituintes de diferentes valores de ρ e mensurações cinéticas podem ser efetuadas. A partir destas mensurações o gráfico de Hammett poderá ser plotado de maneira a determinar o valor de ρ. Neste caso, o valor de ρ informará a possibilidade de formação de carga em um dos mecanismos. Se o gráfico de Hammett apresenta uma inclinação zero, mostrando que nenhuma carga é formada, o mecanismo que envolve a construção de carga pode ser descartado.
Os gráficos de Hammett nem sempre são perfeitamente lineares, ouseja, a curva pode apresentar mudança na inclinação ou no valor de ρ. Isto pode sugerir mudança de mecanismo pela adição de um substituinte diferente.
Como será mostrado a seguir, outros desvios de linearidade pode ser explicados pela mudança na posição do estado de transição reacional.

## Linearidade
A linearidade da equação de Hammett é percebida tanto quando o gráfico apresenta inclinação positiva quanto quando essa inclinação é negativa, sendo correlacionado aos valores de rho. No entanto, um substituinte poderá afetar a taxa de reação, a etapa determinante para a sua ocorrência ou o seu mecanismo originando desvios de linearidade. Poe esta razão, constantes sigma foram introduzidos objetivando acomodar esse desvios. 
O σ+ considera o acúmulo de carga positiva no estado de transição da reação controlador da taxa de reação  em relação aos reagentes. Assim, um grupo eletrodoador (GDE) vai aumentar a taxa de reação pela estabilização por efeito de ressonância. Isso traduz um valor negativo para o Rho.
O σ- designa o acúmulo de carga negativa no estado de transição reacional controlador da taxa de reação em relação ao reagente. Por conseguinte, a taxa de reação será aumentada pela presença de grupos eletroatratores (GRE). Estes grupos são responsáveis pela estabilização (efeito de ressonância) da carga negativa gerada. Isso mostra um valor de Rho positivo. 
O efeito do substituinte pode mudar a etapa determinante no mecanismo de uma reação.
A não-linearidade no gráfico de Hammett pode ser resultado da mudança de mecanismo de uma reação. Um modelo comumente usado para medir as mudanças na taxa da reação é o da Substituição Nucleofílica Bimolecular (SN2). Porém, tem sido observados alguns casos de SN2 em que o grupo eletroatrator não acelera a reação e que a taxa varia segundo o substituinte. O sinal da carga e o grau a que se desenvolve são afetados pelo substituinte no caso de um sistema benzílico, por exemplo.
O substituinte pode determinar se o mecanismo de uma reação SN1 termina em uma reação do tipo SN2, em qualquer caso a marcação resultante de Hammett indicará o índice de aceleração devido a um grupo doador de elétron, elucidando assim o mecanismo da reação.

## Variações da equação de Hammett
Muitas outras equações surgiram a partir da equação original de Hammett, tais como: a equação de Swain-Lupton, a equação de Taft, a equação de Grunwald-Winstein e a equação de Yukawa-Tsuno. Recentemente Bols e colaboradores observaram este tipo de correlação em sistemas alifáticos.